# Distracción
Distracción ist eine Gemeinde (municipio) im Departamento La Guajira in Kolumbien.

## Geographie
Distracción liegt auf einer Höhe von 65 Metern etwa 115 km südlich von Riohacha und hat eine Jahresdurchschnittstemperatur von 28 °C. Die Gemeinde hat eine Gesamtausdehnung von 232 km². Sie grenzt im Norden an Riohacha, im Osten und Südosten an Fonseca und im Westen und Südwesten an San Juan del Cesar.
Im Südwesten bei Buenavista befindet sich ein Stützpunkt des Ejército Nacional de Colombia, der seit 2025 auch ein Flugfeld für die Heeresflieger besitzt.

## Bevölkerung
Die Gemeinde Distracción hat 17.112 Einwohner, von denen 5770 im städtischen Teil (cabecera municipal) der Gemeinde leben (Stand: 2019).

## Geschichte
Der Ort Distracción wurde 1845 von Antonio María Vidal am rechten Ufer des Río Ranchería gegründet.

## Wirtschaft
Der wichtigste Wirtschaftszweig von Distracción ist die Landwirtschaft. Es werden Zuckerrohr, Maniok, Mais, Bohnen und Kakao angebaut.